# Hautefort
Pour les articles homonymes, voir Hautefort (homonymie).
Ne doit pas être confondu avec Hautetfort.
Hautefort est une commune française située dans le département de la Dordogne, en région Nouvelle-Aquitaine. De 1790 à 2015, la commune était le chef-lieu du canton de Hautefort.
Elle est essentiellement connue pour son château et les jardins à la française de son parc.
Les habitants sont les Hautefortais.

## Géographie

### Généralités
En Périgord central, dans l'est du département de la Dordogne et arrosée au nord par la Lourde, un affluent de l'Auvézère, la commune de Hautefort regroupe deux bourgs distincts : Saint-Agnan dans la vallée, traversé par la route départementale (RD) 704, et le bourg de Hautefort, à l'intersections des RD 62, 62E1 et 72, sur la colline dominée par le château.
Situé à égale distance de Brive-la-Gaillarde et de Périgueux, le bourg de Hautefort est situé, en distances orthodromiques, onze kilomètres au sud-est d'Excideuil, quinze kilomètres au nord-nord-est de Thenon et dix-neuf kilomètres au nord-ouest de Terrasson-Lavilledieu.
Le territoire communal est également desservi par les RD 62E2 et 71.

### Environnement
La commune dispose de deux sites remarquables.
Sur près de 31 hectares, la partie boisée du parc du château est inscrite depuis 1935,.
Toute la partie ouest du bourg, attenante au site précédent sur 10 hectares, est inscrite depuis 1974,.

### Communes limitrophes
Hautefort est limitrophe de huit autres communes. À l'est, le territoire de Teillots est distant de moins de 150 mètres.
| Cherveix-Cubas              |                         | Boisseuilh     |
| Tourtoirac                  | Hautefort               |                |
| Temple-Laguyon, Sainte-Orse | Granges-d'Ans - Nailhac | Badefols-d'Ans |

### Géologie et relief

#### Géologie
Situé sur la plaque nord du Bassin aquitain et bordé à son extrémité nord-est par une frange du Massif central, le département de la Dordogne présente une grande diversité géologique. Les terrains sont disposés en profondeur en strates régulières, témoins d'une sédimentation sur cette ancienne plate-forme marine. Le département peut ainsi être découpé sur le plan géologique en quatre gradins différenciés selon leur âge géologique. Hautefort est située dans le deuxième gradin à partir du nord-est, un plateau formé de roches calcaires très dures du Jurassique que la mer a déposées par sédimentation chimique carbonatée, en bancs épais et massifs.
Les couches affleurantes sur le territoire communal sont constituées de formations superficielles du Quaternaire datant du Cénozoïque et de roches sédimentaires du Mésozoïque et du Paléozoïque. La formation la plus ancienne, notée r1c, se compose de grès de Villac et grès rouges de Brive, des grès rouges alternant de manière irrégulière avec des niveaux argileux rouges et micacés avec des lentilles conglomératiques (Autunien). La formation la plus récente, notée Fy3-z, fait partie des formations superficielles de type alluvions subactuelles à actuelles. Le descriptif de ces couches est détaillé dans  la feuille « no 760 - Juillac » de la carte géologique au 1/50 000 de la France métropolitaine, et sa notice associée.

Carte géologique d'Hautefort.

#### Relief et paysages

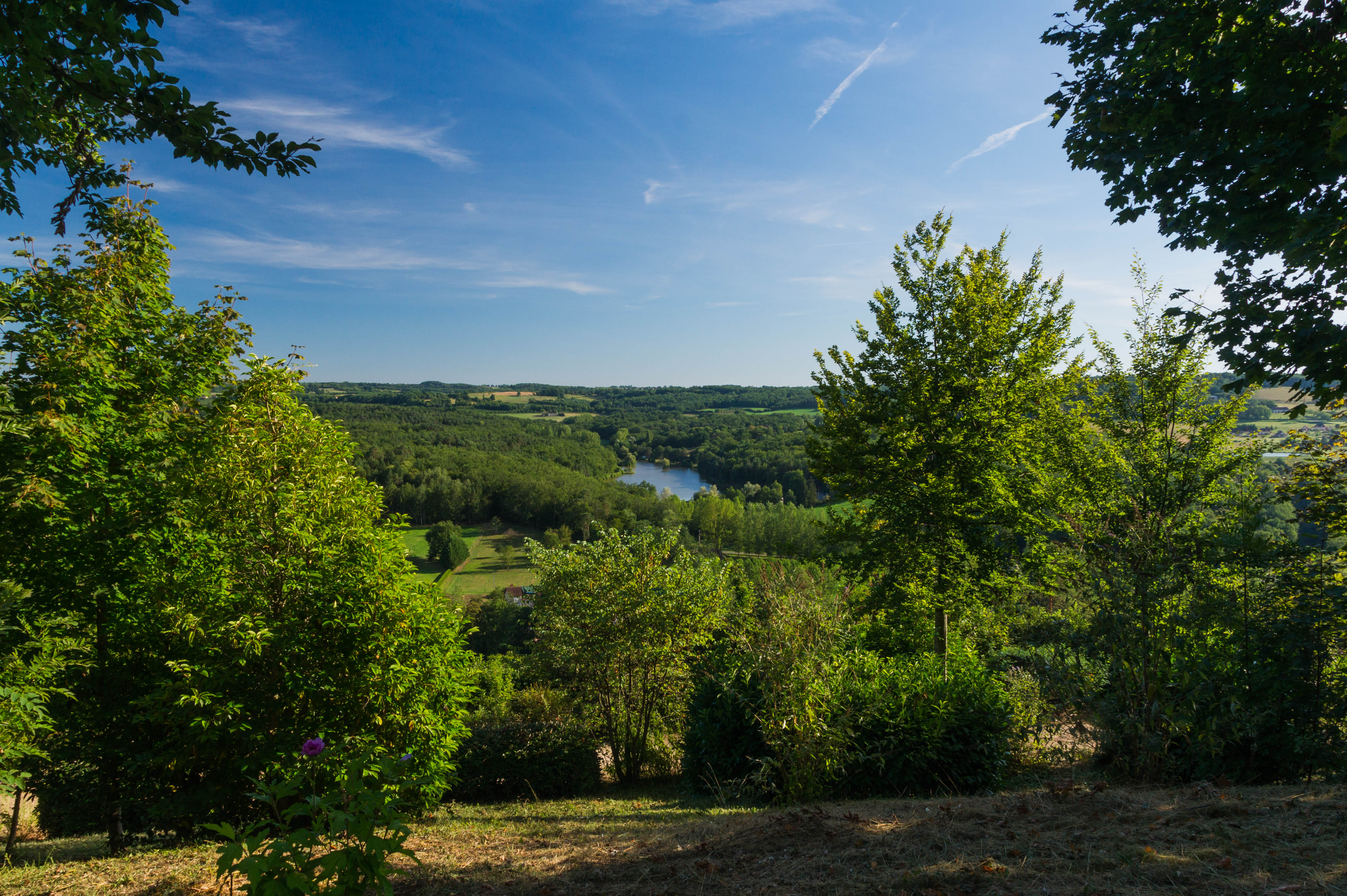
Vue vers le sud depuis les jardins du château.

Le département de la Dordogne se présente comme un vaste plateau incliné du nord-est (491 m, à la forêt de Vieillecour dans le Nontronnais, à Saint-Pierre-de-Frugie) au sud-ouest (2 m à Lamothe-Montravel). L'altitude du territoire communal varie quant à elle entre 145 m et 271 m,.
Dans le cadre de la Convention européenne du paysage entrée en vigueur en France le 1er juillet 2006, renforcée par la loi du 8 août 2016 pour la reconquête de la biodiversité, de la nature et des paysages, un atlas des paysages de la Dordogne a été élaboré sous maîtrise d’ouvrage de l’État et publié en octobre 2020. Les paysages du département s'organisent en huit unités paysagères et 14 sous-unités. La commune fait partie du Périgord central, un paysage vallonné, aux horizons limités par de nombreux bois, plus ou moins denses, parsemés de prairies et de petits champs.
La superficie cadastrale de la commune publiée par l'Insee, qui sert de référence dans toutes les statistiques, est de 25,68 km2,,. La superficie géographique, issue de la BD Topo, composante du Référentiel à grande échelle produit par l'IGN, est quant à elle de 26,55 km2.

### Hydrographie

#### Réseau hydrographique
La commune est située dans le bassin de la Dordogne au sein du Bassin Adour-Garonne. Elle est drainée par la Lourde, la Beuze, le Thévenot et par divers petits cours d'eau, qui constituent un réseau hydrographique de 26 km de longueur totale,.
La Lourde, d'une longueur totale de 12,82 km, prend sa source dans la commune de Badefols-d'Ans et se jette dans l'Auvézère en rive gauche à Cherveix-Cubas,. Elle traverse le nord de la commune sur six kilomètres et demi, dont trois servent de limite territoriale en deux tronçons séparés, face à Boisseuilh et Cherveix-Cubas.
Son affluent de rive gauche le Thévenot alimente l'étang du Coucou, un plan d'eau de sept hectares dont la rive orientale est sur Nailhac, les rives nord et ouest étant sur Hautefort. Il baigne le territoire communal sur plus de deux kilomètres et demi face à Nailhac.
Affluent de rive droite du Thévenot, la Beuze arrose la commune sur plus de quatre kilomètres dont trois servent de limite naturelle face à Nailhac.

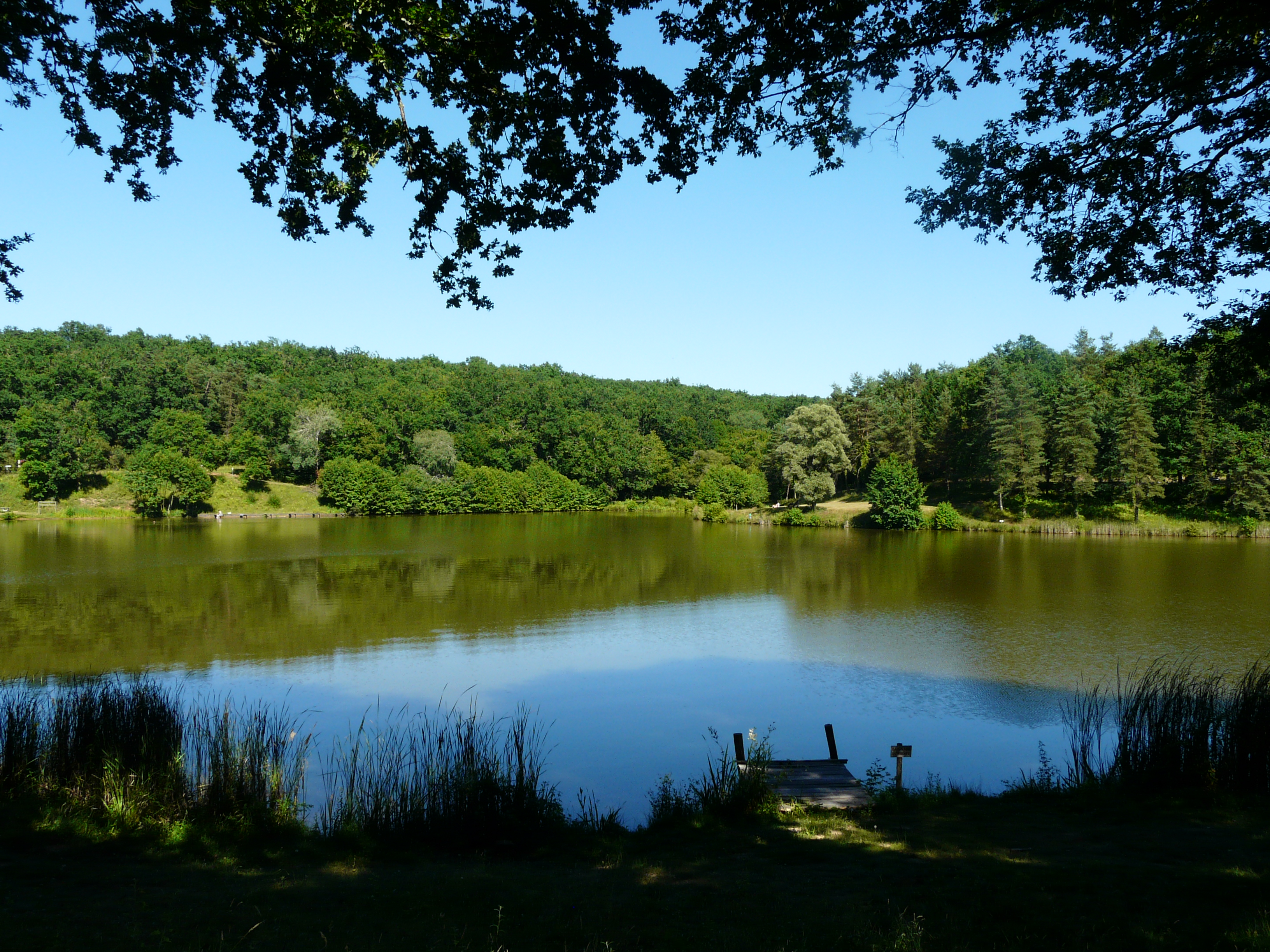
L'étang du Coucou alimenté par le Thévenot, en limite de Hautefort et Nailhac. Vue prise depuis la rive ouest.
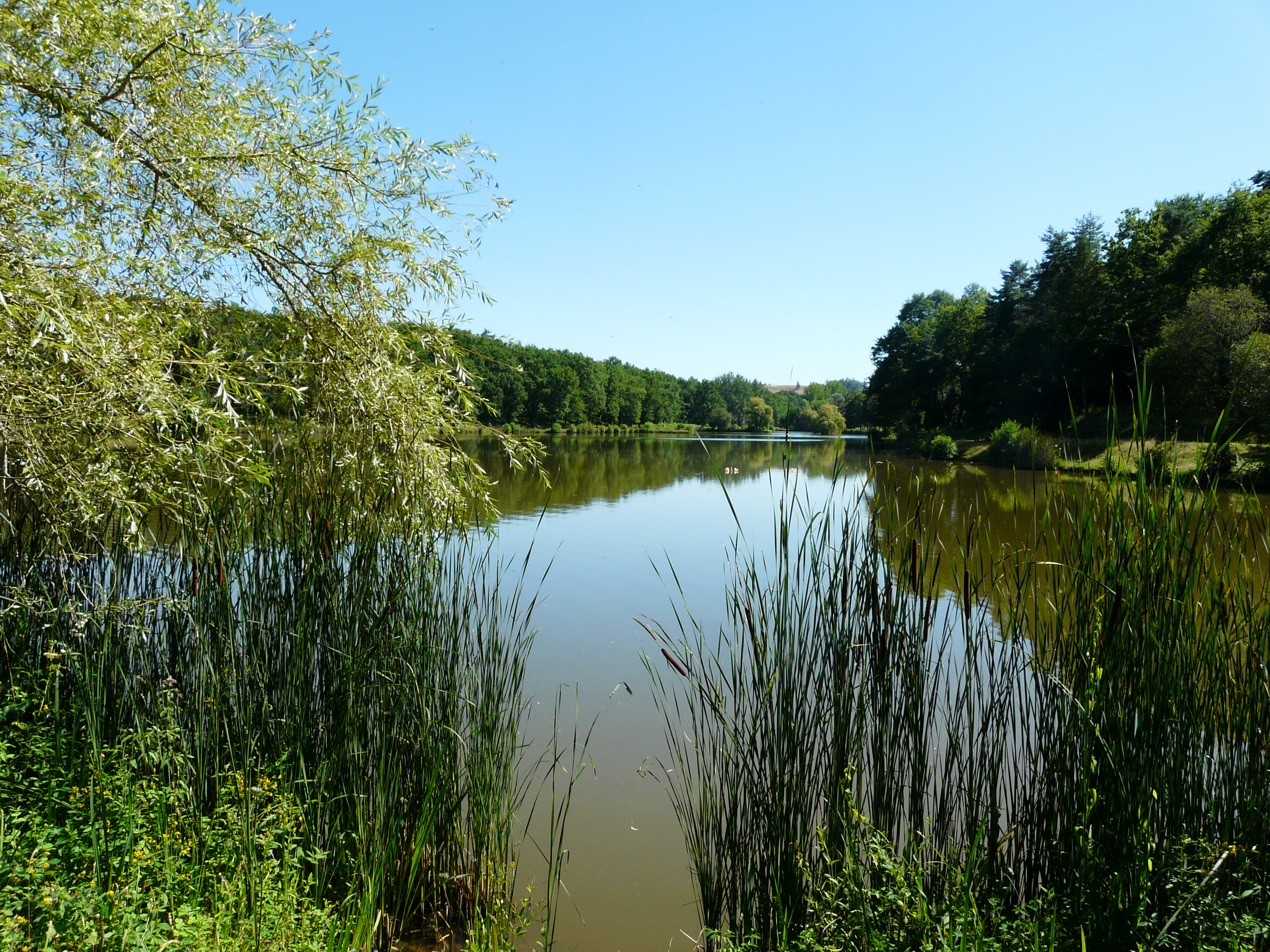
Idem. Vue prise depuis la rive nord.
Réseaux hydrographique et routier d'Hautefort.

#### Gestion et qualité des eaux
Le territoire communal est couvert par le schéma d'aménagement et de gestion des eaux (SAGE) « Isle - Dronne ». Ce document de planification, dont le territoire regroupe les bassins versants de l'Isle et de la Dronne, d'une superficie de 7 500 km2, a été approuvé le 2 août 2021. La structure porteuse de l'élaboration et de la mise en œuvre est l'établissement public territorial de bassin de la Dordogne (EPIDOR). Il définit sur son territoire les objectifs généraux d’utilisation, de mise en valeur et de protection quantitative et qualitative des ressources en eau superficielle et souterraine, en respect des objectifs de qualité définis dans le troisième SDAGE  du Bassin Adour-Garonne qui couvre la période 2022-2027, approuvé le 10 mars 2022.
La qualité des eaux de baignade et des cours d’eau peut être consultée sur un site dédié géré par les agences de l’eau et l’Agence française pour la biodiversité.

### Climat
Pour des articles plus généraux, voir Climat de la Nouvelle-Aquitaine et Climat de la Dordogne.
Historiquement, la commune est exposée à un climat océanique aquitain.  
En 2020, Météo-France publie une typologie des climats de la France métropolitaine dans laquelle la commune est exposée à un climat océanique altéré et est dans la région climatique  Ouest et nord-ouest du Massif Central, caractérisée par une pluviométrie annuelle de 900 à 1 500 mm, maximale en automne et en hiver.
Pour la période 1971-2000, la température annuelle moyenne est de 12,4 °C, avec  une amplitude thermique annuelle de 14,6 °C. Le cumul annuel moyen de précipitations est de 972 mm, avec 12,5 jours de précipitations en janvier et 7,5 jours en juillet. Pour la période 1991-2020, la température moyenne annuelle observée sur la station météorologique la plus proche, située sur la commune de Thenon à 15 km à vol d'oiseau, est de 12,9 °C et le cumul annuel moyen de précipitations est de 907,1 mm,. Pour l'avenir, les paramètres climatiques de la commune estimés pour 2050 selon différents scénarios d’émission de gaz à effet de serre sont consultables sur un site dédié publié par Météo-France en novembre 2022.

## Urbanisme

### Typologie
Au 1er janvier 2024, Hautefort est catégorisée commune rurale à habitat dispersé, selon la nouvelle grille communale de densité à 7 niveaux définie par l'Insee en 2022.
Elle est située hors unité urbaine et hors attraction des villes,.

### Occupation des sols
L'occupation des sols de la commune, telle qu'elle ressort de la base de données européenne d’occupation biophysique des sols Corine Land Cover (CLC), est marquée par l'importance des territoires agricoles (55,2 % en 2018), en diminution par rapport à 1990 (59,5 %). La répartition détaillée en 2018 est la suivante : 
prairies (45 %), forêts (39,9 %), zones agricoles hétérogènes (8,3 %), zones urbanisées (4,9 %), cultures permanentes (1 %), terres arables (0,9 %). L'évolution de l’occupation des sols de la commune et de ses infrastructures peut être observée sur les différentes représentations cartographiques du territoire : la carte de Cassini (XVIIIe siècle), la carte d'état-major (1820-1866) et les cartes ou photos aériennes de l'IGN pour la période actuelle (1950 à aujourd'hui).

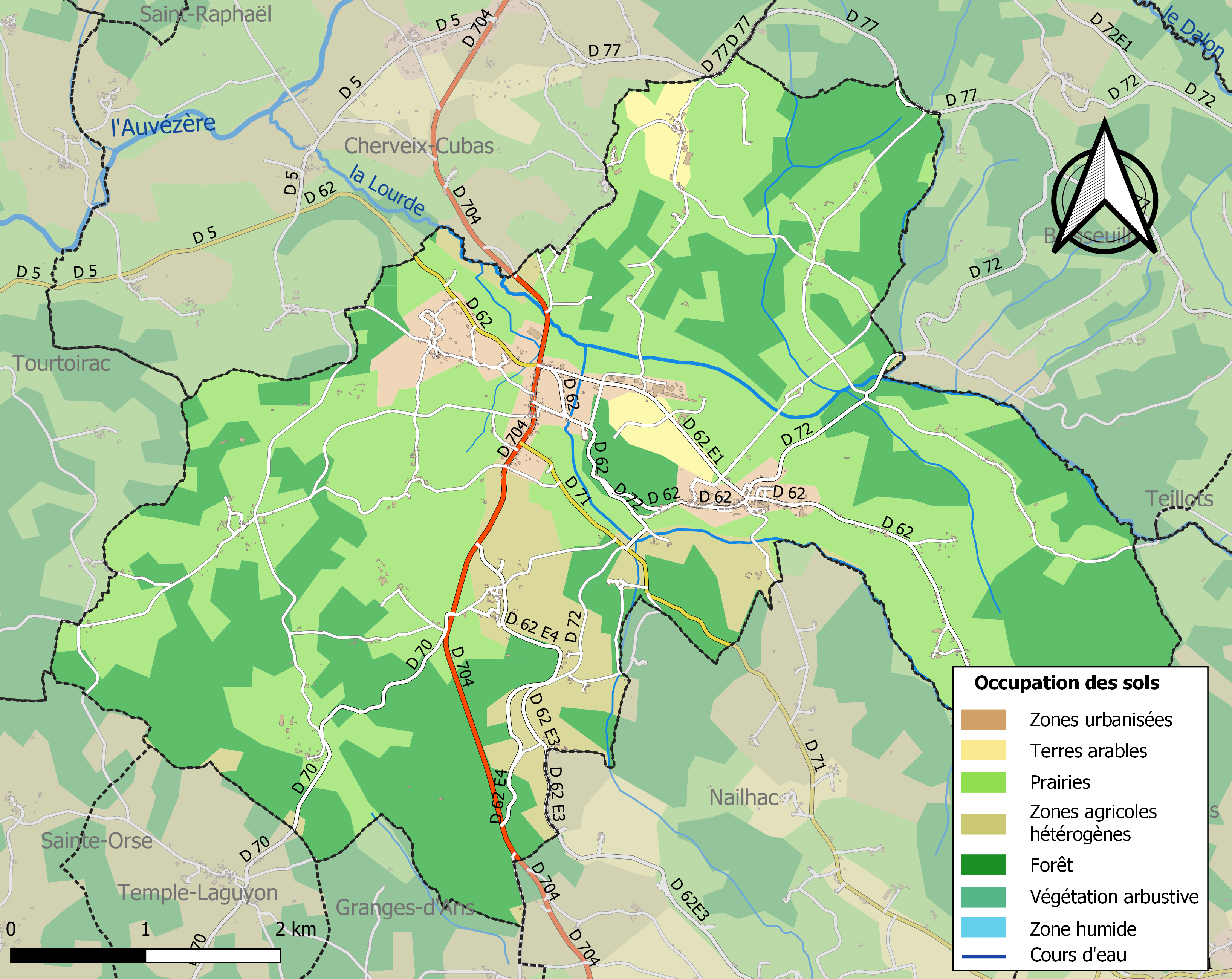
Carte des infrastructures et de l'occupation des sols de la commune en 2018 (CLC).

### Prévention des risques
Le territoire de la commune d'Hautefort est vulnérable à différents aléas naturels : météorologiques (tempête, orage, neige, grand froid, canicule ou sécheresse), feux de forêts, mouvements de terrains et séisme (sismicité très faible). Il est également exposé à un risque particulier : le risque de radon. Un site publié par le BRGM permet d'évaluer simplement et rapidement les risques d'un bien localisé soit par son adresse soit par le numéro de sa parcelle.

#### Risques naturels
Hautefort est exposée au risque de feu de forêt. L’arrêté préfectoral du 14 mars 2013 fixe les conditions de pratique des incinérations et de brûlage dans un objectif de réduire le risque de départs d’incendie. À ce titre, des périodes sont déterminées : interdiction totale du 15 février au 15 mai et du 15 juin au 15 octobre, utilisation réglementée du 16 mai au 14 juin et du 16 octobre au 14 février. En septembre 2020, un plan inter-départemental de protection des forêts contre les incendies (PidPFCI) a été adopté pour la période 2019-2029,.

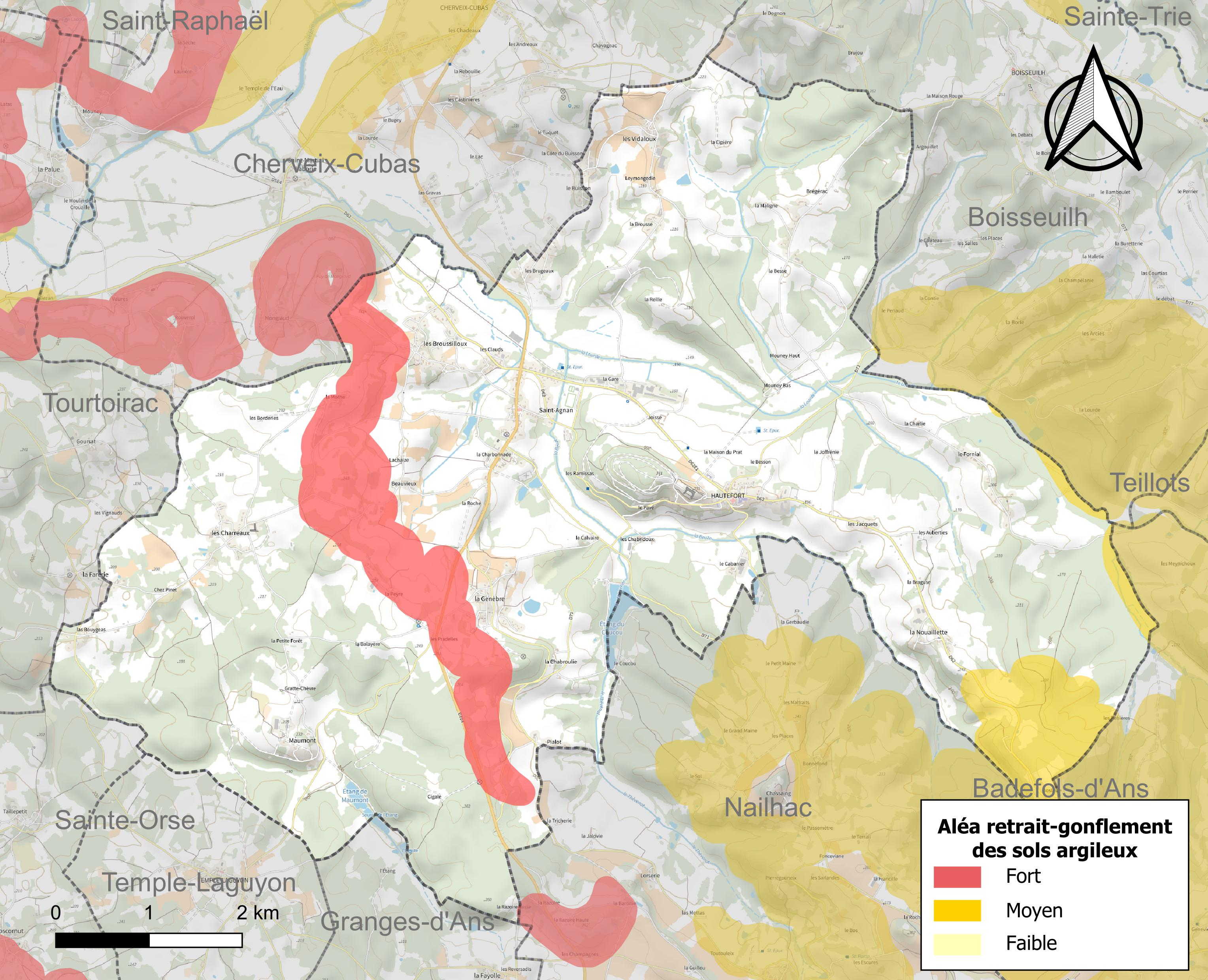
Carte des zones d'aléa retrait-gonflement des sols argileux d'Hautefort.

Les mouvements de terrains susceptibles de se produire sur la commune sont des tassements différentiels. Le retrait-gonflement des sols argileux est susceptible d'engendrer des dommages importants aux bâtiments en cas d’alternance de périodes de sécheresse et de pluie. 11,1 % de la superficie communale est en aléa moyen ou fort (58,6 % au niveau départemental et 48,5 % au niveau national métropolitain). Depuis le 1er octobre 2020, en application de la loi ÉLAN, différentes contraintes s'imposent aux vendeurs, maîtres d'ouvrages ou constructeurs de biens situés dans une zone classée en aléa moyen ou fort,.
La commune a été reconnue en état de catastrophe naturelle au titre des dommages causés par les inondations et coulées de boue survenues en 1982, 1983, 1993, 1999, 2003, 2008 et 2009, par la sécheresse en 1989, 1992, 1995, 1997, 2009 et 2011 et par des mouvements de terrain en 1999.

#### Risque particulier
Dans plusieurs parties du territoire national, le radon, accumulé dans certains logements ou autres locaux, peut constituer une source significative d’exposition de la population aux rayonnements ionisants. Selon la classification de 2018, la commune d'Hautefort est classée en zone 3, à savoir zone à potentiel radon significatif.

## Toponymie

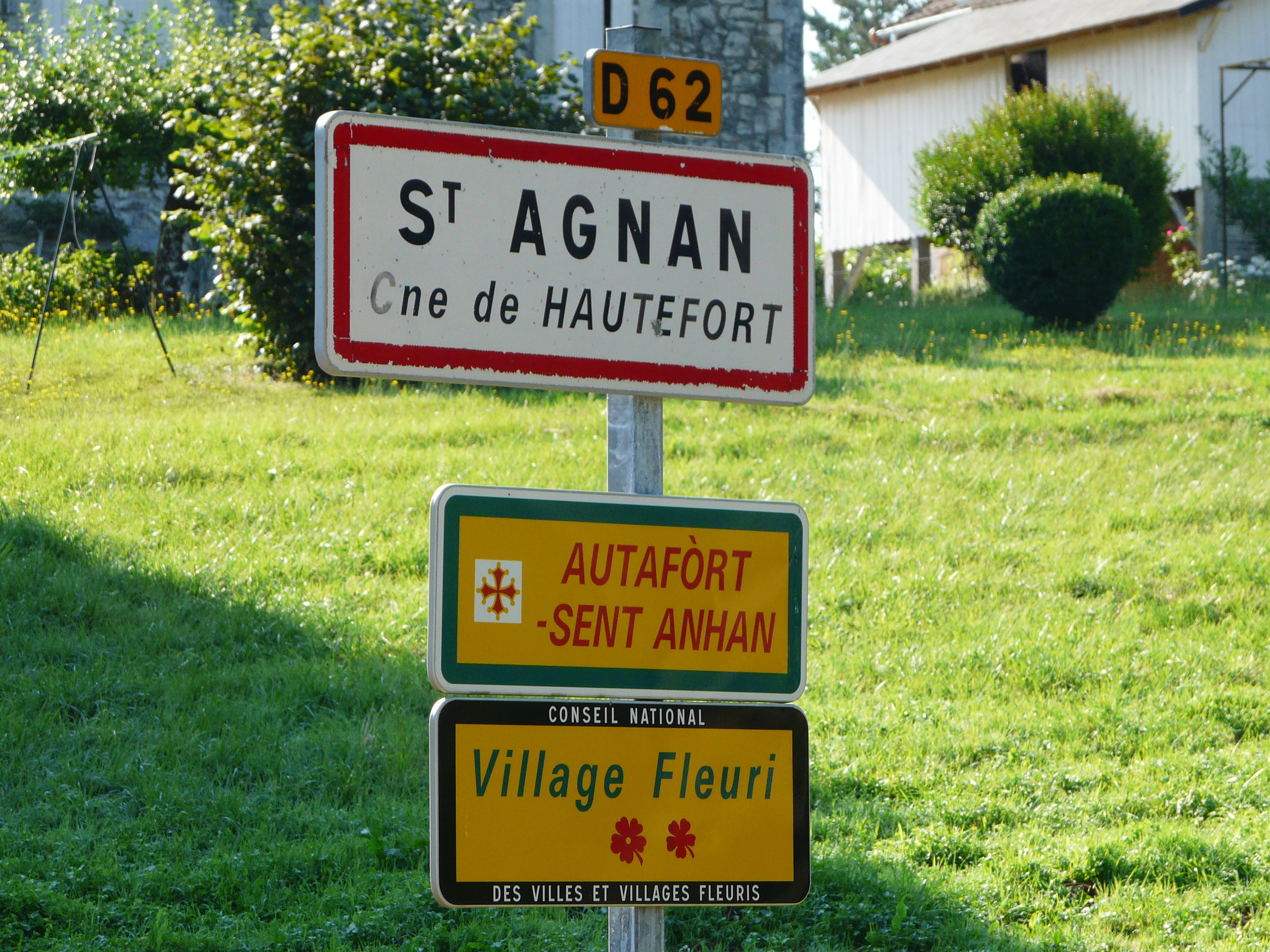
Panneau d'entrée en français et occitan à Saint-Agnan.

En occitan, la commune porte le nom d'Autafòrt.

## Histoire
Seigneurie ayant appartenu successivement aux familles de Lastours, de Laron-Lastours, de Born (représentée notamment par le célèbre troubadour Bertran de Born, seigneur de Hautefort), elle échut au XIVe siècle à la famille de Gontaut, par le mariage de la dernière héritière Marthe de Born avec Hélie de Gontaut. Leur postérité substitua ses noms et armes par ceux de Hautefort. Cette maison de Gontaut-Hautefort obtint en 1614 que Hautefort soit érigé en marquisat.
Dans les premières années de la Révolution française, la commune de Hautefort absorbe celle voisine de Saint Aignan qui fut amenée, au cours de la période révolutionnaire de la Convention nationale (1792-1795), à porter le nom d'Aignan-Haute-Vue, et en 1824, Hautefort absorbe celle de La Nouaillette.
Le 1er avril 1944, les Allemands fusillent cinq hommes juifs (quatre à la Nouaillette et le dernier à Bessou). Toujours parmi la population juive de la commune, ils arrêtent également deux autres hommes qui seront fusillés, l'un le jour même à Tourtoirac, l'autre le lendemain à Azerat, ainsi que quatre femmes qui seront ensuite déportées à Auschwitz.

### Liste des seigneurs puis marquis de Hautefort
- v.1030-1046 Guy de Lastours
- Après 1160 Constantin de Born après son mariage avec Agnès de Lastours, héritière du château, et son frère Bertran de Born (v.1140 - v.1215)
- Géraud de La Faye de Born
- Renaud de Born (marié en 1324), fils du précédent
- av.1388 Bertrand de Born (1325-av.1388), marié avec Marguerite d'Abzac
- 1388-1420 Hélie de Gontaut (+1420), seigneur de Hautefort par son mariage avec Mathe de Born (+1424), fille du précédent
- v.1420-ap.1449 Jean Ier de Gontaut-Hautefort (1394-ap.1459), fils d'Hélie de Gontaut et de Mathe de Born, marié en 1421 au château de Comarque avec Mathe de Beynac
- ap.1459-1470 Antoine de Gontaut-Hautefort (1396-1470), son frère
- 1470-v.1477 Arnaud de Gontaut-Hautefort (+v.1477), son fils
- v.1477-1524 Jean II de Gontaut-Hautefort (+1524), son fils
- 1524-v.1555 Jean III de Gontaut-Hautefort (v.1500-v.1555), son fils
- v.1555-v.1565 Gilbert Ier de Gontaut-Hautefort (+v.1565), son fils
- v.1565-1640 François Ier de Gontaut-Hautefort (1547-1640), 1er marquis de Hautefort en 1614, son fils
- 1614-1616 Charles-François de Gontaut-Hautefort (v.1580-1616), 2e marquis de Hautefort, son fils
- 1640-1680 Jacques-François de Gontaut-Hautefort (1610-1680), 3e marquis de Hautefort, maréchal de camp, son fils
- 1680-1693 Gilbert II de Gontaut-Hautefort (1612-1693), 4e marquis de Hautefort, maréchal de camp, son frère
- 1693-1727 François II Marie de Gontaut-Hautefort[48](1654-1727), 5e marquis de Hautefort, maréchal de camp, son fils
- 1727-1777 Emmanuel-Dieudonné de Gontaut-Hautefort (1700-1777), 6e marquis de Hautefort, maréchal de camp, son neveu
- 1777-1805 Armand-Charles de Gontaut-Hautefort (1741-1805), 7e marquis de Hautefort, son fils
- 1805-1867 Emmanuel-Armand de Gontaut-Hautefort (1797-1867), 8e marquis de Hautefort, son fils
- 1867-1903 Armand-Alexandre de Gontaut-Hautefort (1823-1903), 9e marquis de Hautefort, général, son fils

Le général, marquis de Hautefort adopta son gendre, Fernand Stoffels qui fut autorisé par décision du Conseil d'État en date de 1892, de joindre son nom et de porter les titres d'Hautefort. Leurs descendants portent aujourd'hui le nom de Stoffels d'Hautefort.

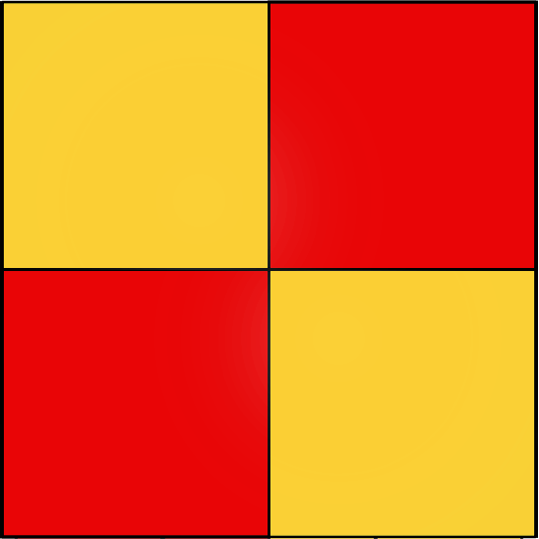
Armes de la maison de Gontaut.
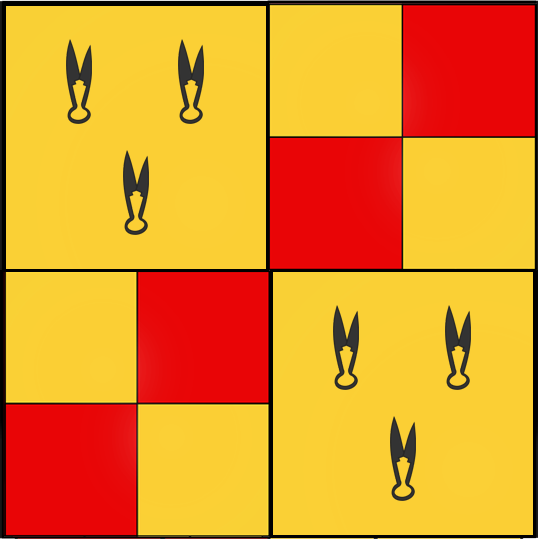
Armes de la maison de Gontaut-Hautefort
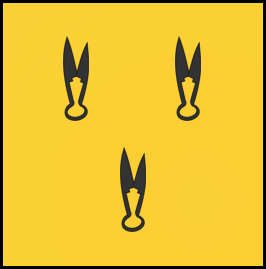
Armes du marquis de Hautefort.

## Politique et administration

### Rattachements administratifs et électoraux
La commune de Hautefort est devenue, dès 1790, le chef-lieu du canton de Hautefort qui dépendait du district d'Excideuil jusqu'en 1795, date de suppression des districts. En 1801, le canton est alors rattaché à l'arrondissement de Périgueux.
Dans le cadre de la réforme de 2014 définie par le décret du 21 février 2014, ce canton disparaît aux élections départementales de mars 2015. La commune est alors rattachée au canton du Haut-Périgord Noir, dont le bureau centralisateur se trouve à Thenon.
En 2017, Hautefort est rattachée à l'arrondissement de Sarlat-la-Canéda,.

### Intercommunalité
Au 1er janvier 1995, Hautefort intègre dès sa création la communauté de communes du Pays de Hautefort, dont elle est le siège. Celle-ci disparaît le 31 décembre 2013, remplacée au 1er janvier 2014 par une nouvelle intercommunalité élargie, la communauté de communes du Terrassonnais en Périgord noir Thenon Hautefort, dont le siège est fixé à Terrasson-Lavilledieu. Celle-ci est renommée en communauté de communes Terrassonnais Haut Périgord Noir en octobre 2021.

### Administration municipale
La population de la commune étant comprise entre 500 et 1 499 habitants au recensement de 2017, quinze conseillers municipaux ont été élus en 2020,.

### Liste des maires

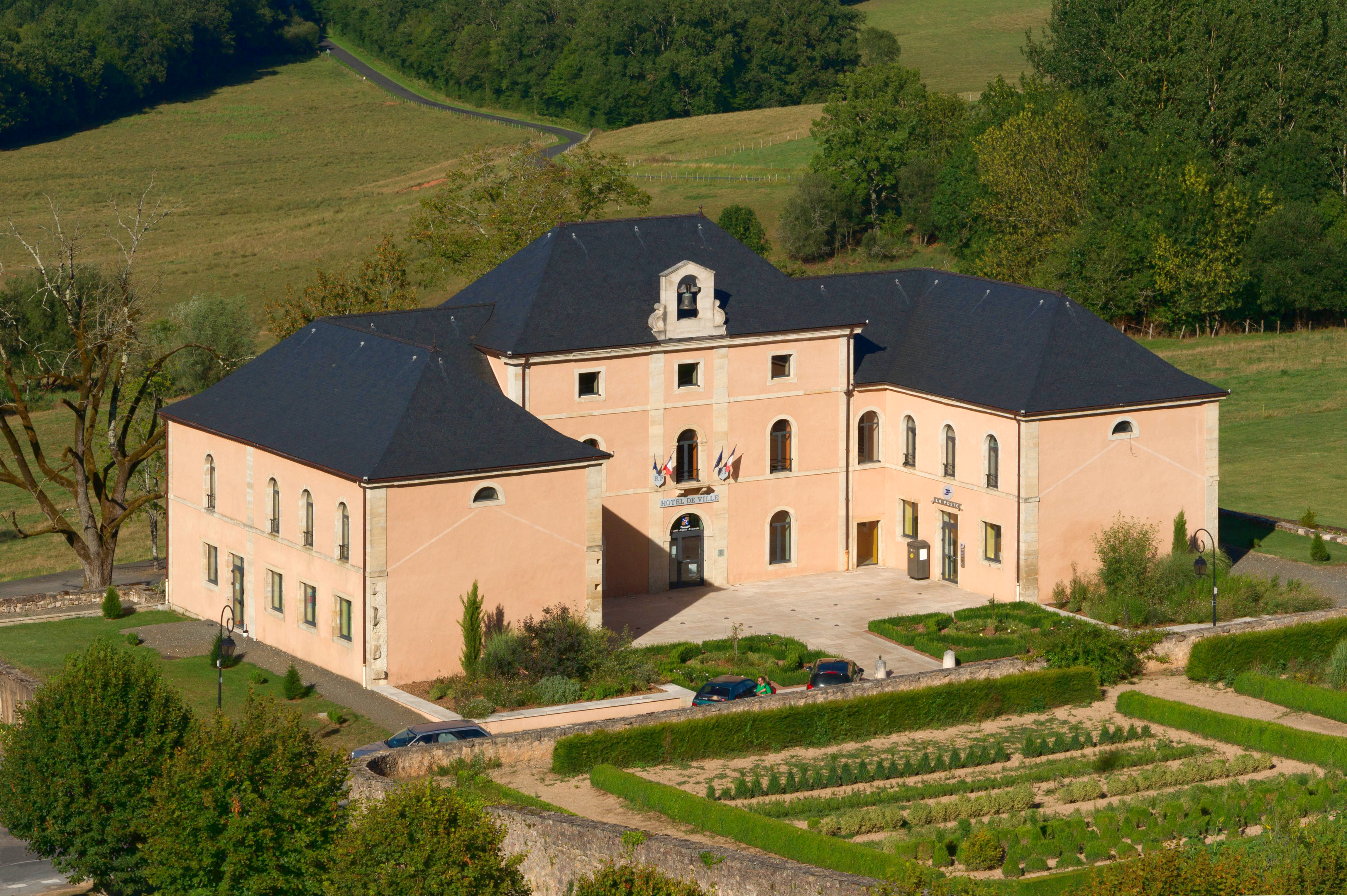
Le bâtiment de la mairie de Hautefort, vu depuis le château.

| Période                                  | Période  | Identité                  | Étiquette    | Qualité                                               |
| ---------------------------------------- | -------- | ------------------------- | ------------ | ----------------------------------------------------- |
| Les données manquantes sont à compléter. |          |                           |              |                                                       |
| 1790                                     | 1795     | Jean Sélérier             |              |                                                       |
| 1795                                     | 1799     | Bauvieux                  |              |                                                       |
| 1799                                     | 1826     | Émeric Dubreuilh Maumon   |              |                                                       |
| 1826                                     | 1830     | Bertrand Mercier Lacombe  |              |                                                       |
| 1830                                     | 1838     | Bertrand Mercier          |              |                                                       |
| 1838                                     | 1840     | Jean Malafayde            |              |                                                       |
| 1840                                     | 1848     | Pierre Villotte           |              |                                                       |
| 1848                                     | 1866     | André Alexandre Barailler |              |                                                       |
| 1866                                     | 1870     | Jean Gauthier             |              |                                                       |
| 1870                                     | 1870     | Philippe Lagorce Lavergne |              |                                                       |
| 1870                                     | 1871     | Noël Villotte             |              |                                                       |
| 1871                                     | 1882     | Lucien Aubin Malafayde    |              |                                                       |
| 1882                                     | 1888     | François Magueur          |              |                                                       |
| 1888                                     | 1896     | Noël Villotte             |              |                                                       |
| 1896                                     | 1900     | Guillaume Dumas           |              |                                                       |
| 1900                                     | 1908     | Henri Faucon              |              |                                                       |
| 1908                                     | 1912     | Prosper Gauthier          |              |                                                       |
| 1912                                     | 1915     | Henri Faucon              |              |                                                       |
| 1915                                     | 1918     | Émile Grangé              |              |                                                       |
| 1918                                     | 1922     | Henri Faucon              |              |                                                       |
| 1922                                     | 1925     | Émile Grangé              |              |                                                       |
| 1925                                     | 1929     | René Cellérier            |              |                                                       |
| 1929                                     | 1930     | Louis Raoul Daudrix       |              |                                                       |
| 1930                                     | 1941     | Alphonse Célérier         |              |                                                       |
| 1941                                     | 1944     | Gabriel Lachèze           |              |                                                       |
| 1944                                     | 1945     | Gustave Michon            |              |                                                       |
| 1945                                     | 1959     | Émile Desmaison           |              |                                                       |
| 1959                                     | 1966     | Edmond Dufraisse          |              |                                                       |
| décembre 1966                            | 1977     | Michel Sarlandie          |              | Directeur d'agence d'assurances                       |
| 1977                                     | 1995     | Roger Clergerie           |              |                                                       |
| 1995                                     | mai 2020 | Yves Moreau               | PRG puis DVG | Conseiller général du canton de Hautefort (2004-2015) |
| mai 2020                                 | En cours | Jean-Louis Pujols         |              |                                                       |

### Politique environnementale
Dans son palmarès 2024, le Conseil national de villes et villages fleuris de France a attribué deux fleurs à la commune.

## Équipements et services publics

### Enseignement
Début 2025, Hautefort est organisée en regroupement pédagogique intercommunal (RPI) avec onze autres communes au niveau des classes de primaire.
- Cherveix-Cubas accueille les enfants en cours moyen 2e année.
- Hautefort dispose de quatre autres classes, depuis l'école maternelle jusqu'au cours moyen 1re année.

### Justice
Dans le domaine judiciaire, Hautefort relève : 
- du tribunal judiciaire, du tribunal pour enfants, du conseil de prud'hommes et du tribunal de commerce de Périgueux ;
- du pôle Nationalité du tribunal judiciaire de Périgueux (compétent uniquement dans le domaine de la nationalité) ;
- de la cour d'appel, du tribunal administratif et de la  cour administrative d'appel de Bordeaux.

## Population et société

### Démographie
L'évolution du nombre d'habitants est connue à travers les recensements de la population effectués dans la commune depuis 1793. Pour les communes de moins de 10 000 habitants, une enquête de recensement portant sur toute la population est réalisée tous les cinq ans, les populations de référence des années intermédiaires étant quant à elles estimées par interpolation ou extrapolation. Pour la commune, le premier recensement exhaustif entrant dans le cadre du nouveau dispositif a été réalisé en 2005.

En 2022, la commune comptait 814 habitants, en évolution de −13,95 % par rapport à 2016 (Dordogne : +0,37 %, France hors Mayotte : +2,11 %).
| 1793  | 1800 | 1806  | 1821  | 1831  | 1836  | 1841  | 1846  | 1851  |
| ----- | ---- | ----- | ----- | ----- | ----- | ----- | ----- | ----- |
| 1 269 | 889  | 1 047 | 1 103 | 1 500 | 1 755 | 1 772 | 1 779 | 1 898 |

| 1856  | 1861  | 1866  | 1872  | 1876  | 1881  | 1886  | 1891  | 1896  |
| ----- | ----- | ----- | ----- | ----- | ----- | ----- | ----- | ----- |
| 2 039 | 1 966 | 1 898 | 1 717 | 1 736 | 1 786 | 1 700 | 1 650 | 1 843 |

| 1901  | 1906  | 1911  | 1921  | 1926  | 1931  | 1936  | 1946  | 1954  |
| ----- | ----- | ----- | ----- | ----- | ----- | ----- | ----- | ----- |
| 1 652 | 1 650 | 1 522 | 1 261 | 1 311 | 1 468 | 1 377 | 1 225 | 1 077 |

| 1962  | 1968  | 1975  | 1982  | 1990  | 1999  | 2005  | 2006  | 2010  |
| ----- | ----- | ----- | ----- | ----- | ----- | ----- | ----- | ----- |
| 1 002 | 1 022 | 1 142 | 1 035 | 1 048 | 1 184 | 1 135 | 1 120 | 1 073 |

| 2015 | 2020 | 2022 | - | - | - | - | - | - |
| ---- | ---- | ---- | - | - | - | - | - | - |
| 962  | 823  | 814  | - | - | - | - | - | - |

## Économie

### Emploi
En 2015, parmi la population communale comprise entre 15 et 64 ans, les actifs représentent 366 personnes, soit 38,0 % de la population municipale. Le nombre de chômeurs (trente-six) a diminué par rapport à 2010 (quarante-deux) et le taux de chômage de cette population active s'établit à 9,8 %.

### Établissements
Au 31 décembre 2015, la commune compte 147 établissements, dont 79 au niveau des commerces, transports ou services, vingt-sept relatifs au secteur administratif, à l'enseignement, à la santé ou à l'action sociale, quinze dans la construction, quatorze dans l'industrie, et douze dans l'agriculture, la sylviculture ou la pêche.

### Entreprises
Lidis  (commerce de gros interentreprises de sucre, chocolat et confiserie), entreprise originaire de Limoges, a installé son siège social à Hautefort en 1998 et a ouvert quatre autres sites : Lyon en 2014, Beychac-et-Caillau en 2019, Antony en 2020 et Aix-en-Provence en 2024. La société emploie 160 salariés dont 80 à Hautefort et son chiffre d'affaires est de 80 millions d'euros.

## Culture locale et patrimoine

### Lieux et monuments
- Château de Hautefort, classé monument historique en 1958 et ses jardins en 1967[68], visitable.
- Château des Charreaux, XVIIe et XVIIIe siècles, inscrit aux monuments historiques en 1979[69].
- Hôpital d'Hautefort (1670-1717)[70], classé en 1931[71], transformé en musée de la médecine[72], visitable.
- Église Saint-Aignan, reconstruite en 1620[73],[74].

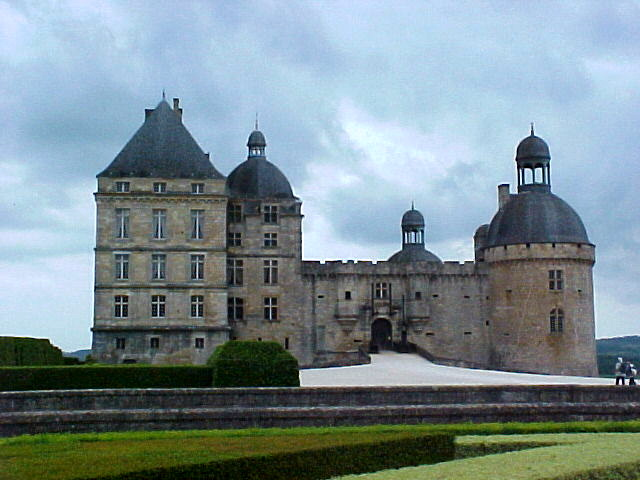
Le château de Hautefort.
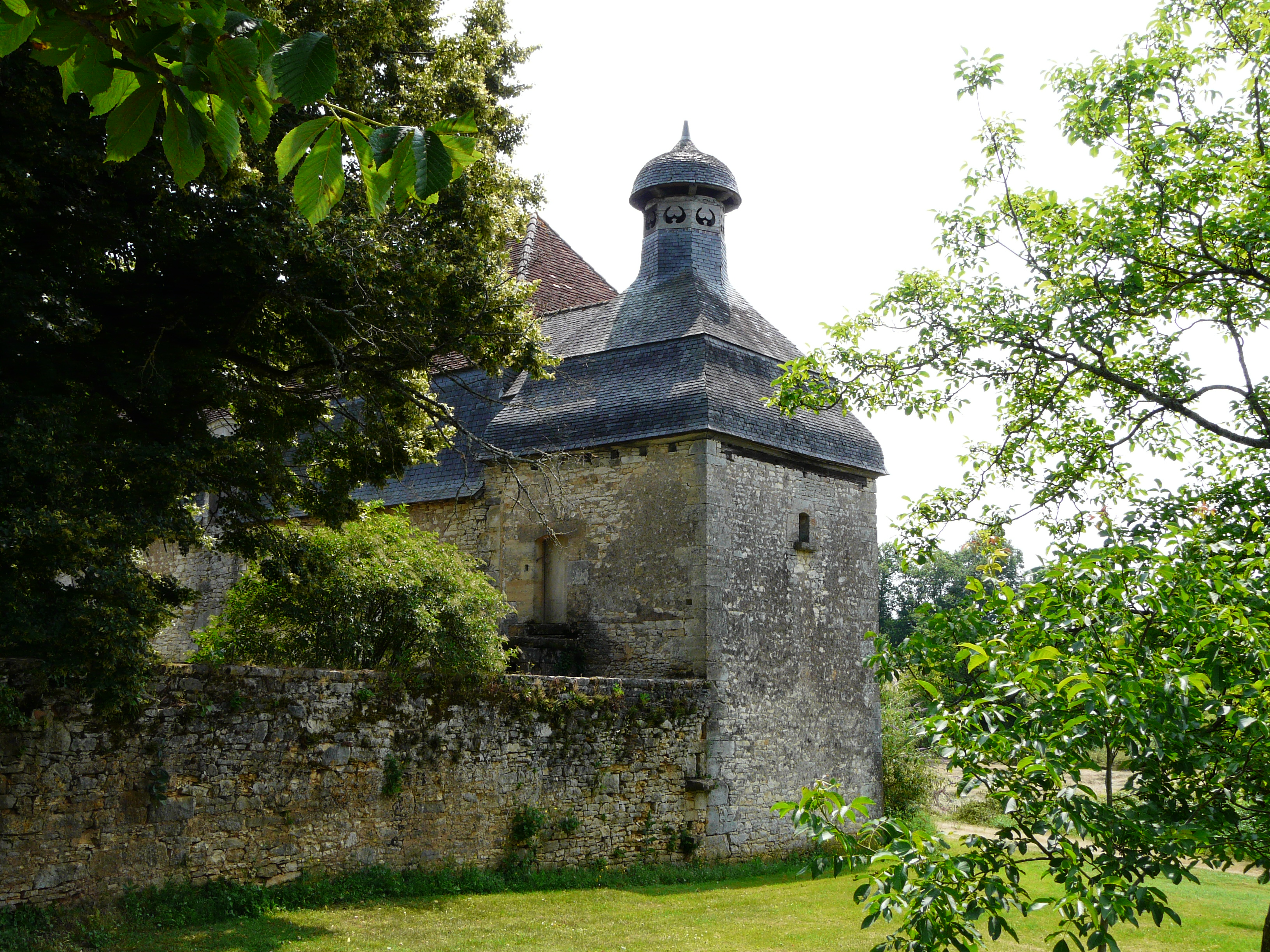
Pigeonnier du château des Charreaux.
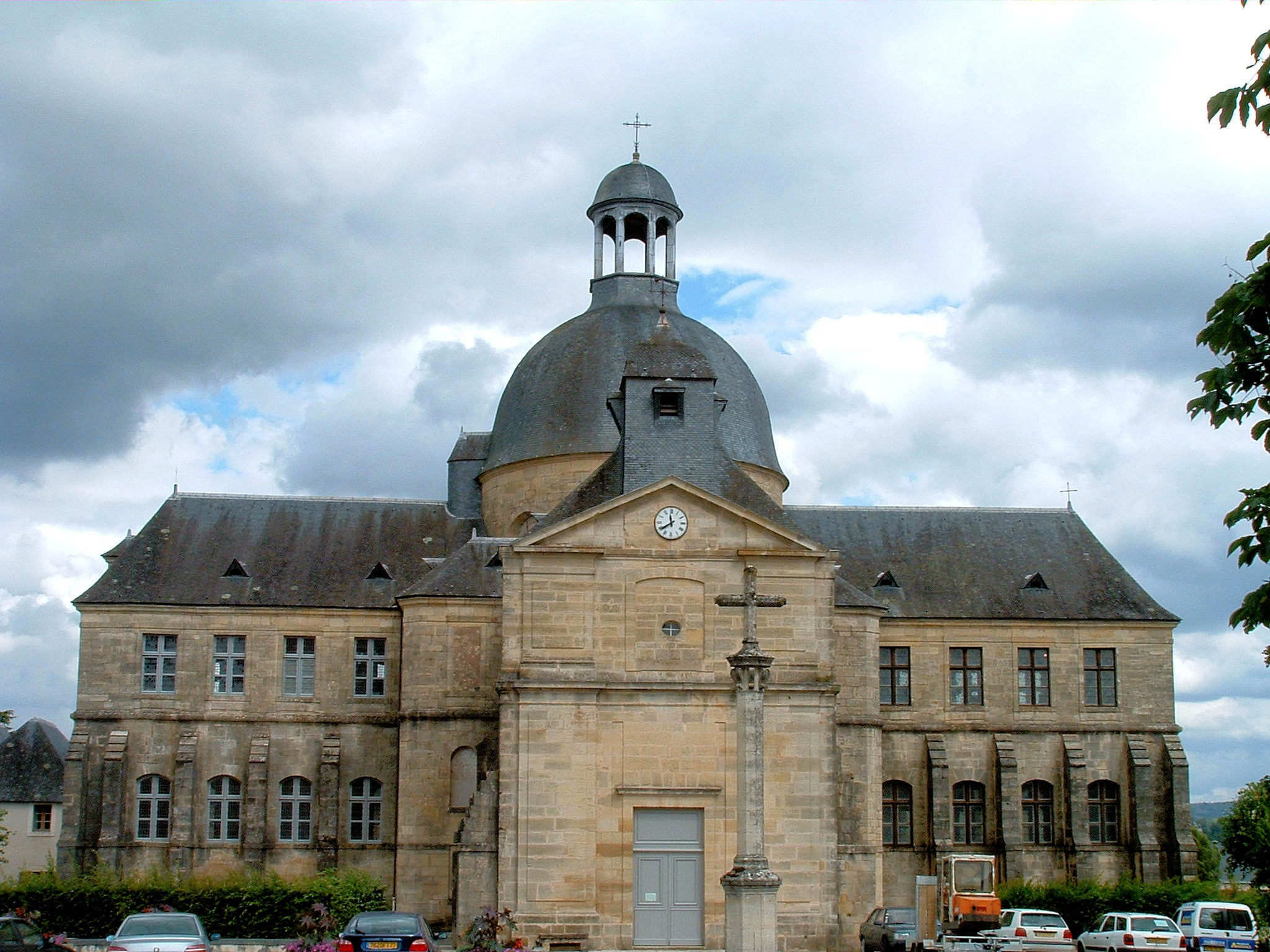
L'hôpital.
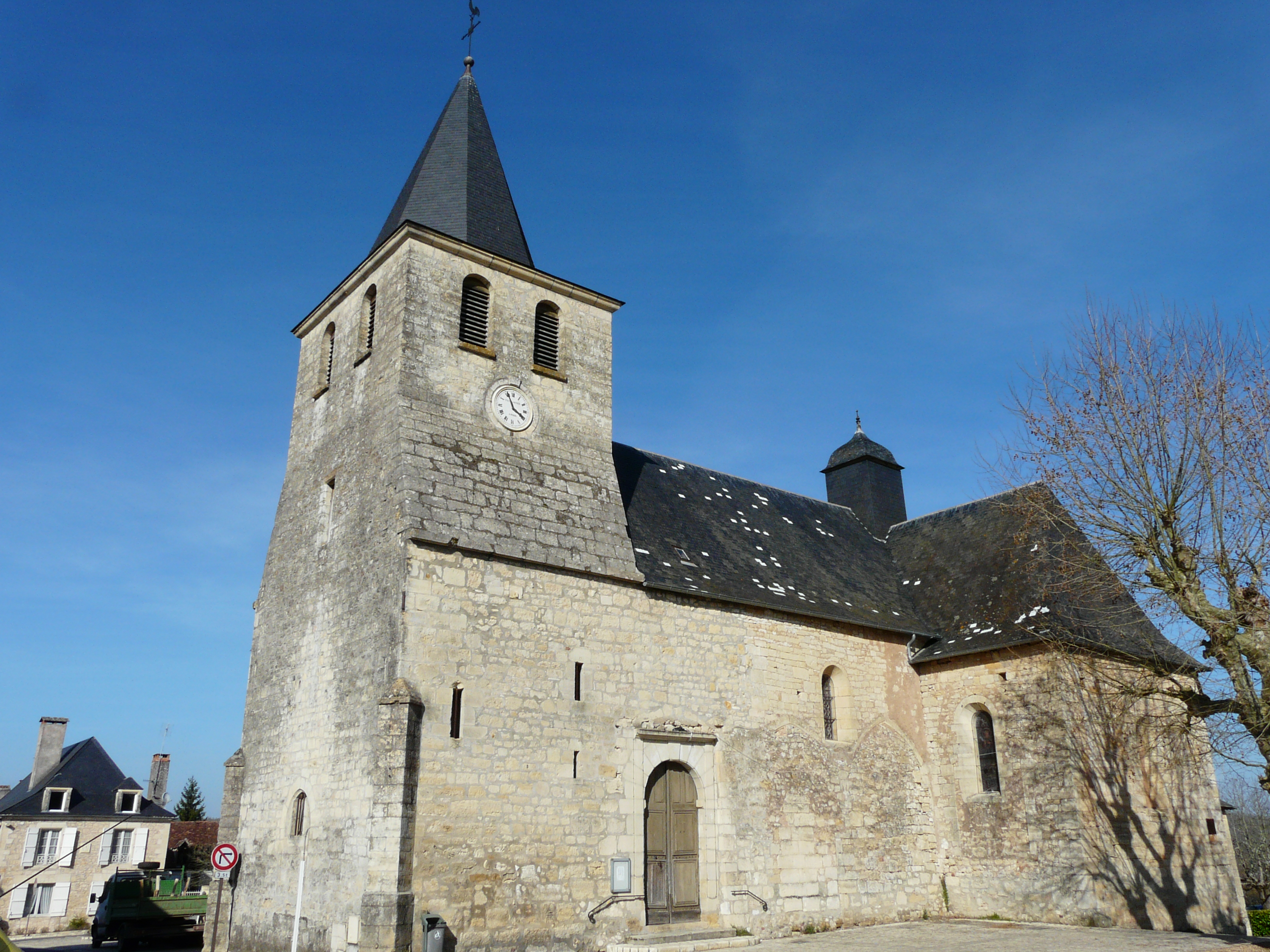
L'église Saint-Aignan.

### Personnalités liées à la commune
- Bertran de Born (v.1145-v.1215), seigneur d'Hautefort, l'un des plus célèbres troubadours ; il chanta aussi bien l'amour que la guerre.
- Eugène Le Roy (1836-1907), écrivain, auteur notamment de Jacquou le croquant, est né à Hautefort[75].
- Ollivier Joseph Marie Vinour, né Joseph-Marie-Olivier Vinour le 9 mars 1889 à Hautefort[Note 5] (1889-1951), architecte, auteur de plusieurs bâtiments remarquables de la ville d'Atlanta aux États-Unis d'Amérique[76].
- Maurice Durosoy (1898-1988), général et écrivain, inhumé à Hautefort.
- Guy des Cars (1911-1993), écrivain, inhumé au cimetière de Hautefort avec son épouse née Marthe Claquin (actrice et chanteuse connue comme Marta Labarr, 1912-1999).
- Violette Naville-Morin née Chapellaubeau (1917-2003), philosophe, mariée avec Edgar Morin puis Pierre Naville,  est née à Hautefort[77] .
- Jean Desplat (1923-1987), FNFL de l'été 1940[78].
- Yvonne Clergerie (1942-), sculptrice, a installé 42 de ses œuvres dans la commune, dont une trentaine de bronzes[79].

### Héraldique
| Blason de Hautefort | Blason  | Écartelé : aux 1er et 4e d'azur au lévrier passant d'argent colleté et bouclé du même, aux 2e et 3e d'or à trois forces de sable, ordonnées 2 et 1 ; sur le tout, d'argent au château de gueules, ouvert du champ et au chef d'azur chargé de trois fleurs de lys d'or. DeviseAltus et fortis (Haut et fort) |
| Blason de Hautefort | Détails | Création de Jean-René Bousquet adoptée en 2003. |
| Blason de Hautefort | Alias   | D'argent au château-fort de gueules, au chef d'azur chargé de trois fleurs de lys d'or. |

## Pour approfondir